# Cosroe l'Usurpatore
Cosroe, detto l'Usurpatore (in medio persiano: 𐭧𐭥𐭮𐭫𐭥𐭣𐭩) (fl. V secolo), fu per un breve lasso di tempo scià dell'impero sasanide nel 420.

## Biografia
Cosroe era figlio di Bahram IV (regnante dal 388 al 399), il sedicesimo sovrano (scià) dell'impero sasanide. A seguito della morte del potente scià sasanide Sapore II (r. 309-379), gli aristocratici e i sacerdoti avevano ampliato la propria influenza e autorità a scapito della corona, come dimostra la nomina e poi la detronizzazione degli scià Bahram IV e di Yazdgard I (r. 399-420), assassinato il 21 gennaio 420. Il clero e la nobiltà cercarono di impedire ai figli di Yazdgard I di accedere al trono, ma una volta appresa la notizia della morte del padre Sapore IV, primogenito di Yazdgard I e governatore dell'Armenia, si precipitò rapidamente nella capitale Ctesifonte e salì al trono. Tuttavia, fu presto assassinato dai nobili e dai sacerdoti, i quali elessero al suo posto Cosroe in veste di scià.
Bahram V, un altro figlio di Yazdgard I, si oppose alla decisione dell'aristocrazia e chiese aiuto per esautorare Cosroe rivolgendosi al re lakhmide di Al-Hira in cerca di assistenza militare. Una volta convinto quest'ultimo a prestargli ausilio, alla testa di un esercito di numerosi soldati Bahram marciò verso Ctesifonte, dove promise che non avrebbe regnato come il padre Yazdgard I. Secondo lo Shāh-Nāmeh ("Libro dei Re"), Bahram suggerì che la corona e l'abito reale fossero posti tra due leoni e che la persona che li avesse recuperati uccidendo gli animali selvatici sarebbe stata riconosciuta come sovrano della Persia. Cosroe scelse di rinunciare alla sua carica, mentre Bahram resistette alla prova e conquistò il trono. Dopo aver abbandonato la carica di regnante, non si conosce più nessuna informazione relativa al destino di Cosroe.